# Classe María de Maetzu
Classe María de Maetzu est une classe de navire de sauvetage, remorqueur/navire de remorquage d'urgence, et bateau-pompe de la marine espagnole, mais civile. A ce titre, elle est mise en œuvre par la Sociedad de Salvamento y Seguridad Marítima dépendant du Ministère de l'Équipement (Espagne).

## Dotation
| Nom             | Code  | Année | Puissance (cv.) | Tire (tons.) | Largeur(m.) | Zone                |
| --------------- | ----- | ----- | --------------- | ------------ | ----------- | ------------------- |
| María Pita      | BS-14 | 2007  | 5 500           | 60           | 39,7        | Galice (Rías Bajas) |
| María Zambrano  | BS-22 | 2007  | 5 500           | 60           | 39,7        | Golfe de Cadix      |
| María de Maeztu | BS-13 | 2008  | 5 500           | 60           | 39,7        | Cantabrique         |
| Marta Mata      | BS-33 | 2008  | 5 500           | 60           | 39,7        | Baléares            |
| Sar Mastelero   | BS-23 | 2010  | 5 500           | 60           | 39,7        | Méditerranée Sud    |
| Sar Gavia       | BS-15 | 2010  | 5 500           | 60           | 39,7        | Galice (Rías Altas) |
| Sar Mesana      | BS-34 | 2010  | 5 500           | 60           | 39,7        | Levante             |